# Elecciones presidenciales de Estados Unidos de 1972
Las elecciones presidenciales de Estados Unidos de 1972 fueron las cuadragesimoséptimas del país, y se celebraron el martes 7 de noviembre de 1972. El senador George McGovern ganó la nominación del Partido Demócrata e inició una campaña antibélica contra el presidente Richard Nixon, del Partido Republicano, que se presentaba a la reelección. En su contra jugó su estatus de outsider, el apoyo limitado que recibió de su propio partido, la percepción de muchos votantes de su figura como la de un extremista de izquierda, y el escándalo que surgió cuando su primer compañero de fórmula, Thomas Eagleton, renunció al puesto. Por el contrario, la campaña de Nixon no se vio perjudicada por las primeras revelaciones que la prensa había publicado ya sobre el escándalo Watergate.
Haciendo hincapié en la buena situación económica y el éxito de su política exterior en cuestiones como el fin próximo de la intervención estadounidense en la Guerra de Vietnam y el reconocimiento de la República Popular China, Nixon ganó las elecciones con una victoria arrolladora. Su total de voto fue de un 60.7%, un porcentaje más bajo que el que obtuvo Lyndon B. Johnson en 1964, pero con una mayor diferencia con respecto a su contrincante (23.2%). De este modo, la victoria del candidato republicano fue la cuarta mayor de la historia. Ganó casi 18 millones de votos más que McGovern, el mayor margen de la historia. McGovern solo ganó en Massachusetts y en el Distrito de Columbia. Ningún candidato ha sido capaz de igualar o superar el porcentaje en el voto o la diferencia de votos de Nixon; su total en el Colegio Electoral, en números y porcentaje, solo fue superado una vez, y la cantidad de estados ganados solo se igualó en una ocasión. En ambos casos, fue en las elecciones de 1984, cuando Ronald Reagan fue reelegido de forma aplastante.
En estas elecciones, la demócrata Shirley Chisholm fue la primera mujer afroamericana en presentarse a las primarias presidenciales; también lo hizo la primera mujer asiático americana, Patsy Mink. Además, fue la primera vez que un republicano ganó en Hawái. 1972 fue también el año en que se extendió el sufragio a todos los mayores de 18 años gracias a la Vigesimosexta Enmienda.
El período presidencial 1973-1977 también se caracterizó porque ninguno de los cargos electos consiguió agotar su mandato. El vicepresidente Spiro Agnew dimitió antes de que pasara un año desde que fue reelegido al ser acusado de aceptar sobornos cuando era gobernador de Maryland, siendo sustituido por Gerald Ford conforme a la Vigesimoquinta Enmienda. Nixon también dimitió en agosto de 1974 como consecuencia del escándalo Watergate. En resumen, en este período hubo dos presidentes distintos y tres vicepresidentes distintos.
También fue la última vez que Minnesota votó a un candidato republicano.

## Resultados
| Candidatos | Candidatos                         | Partido                         | Votos en el Colegio Electoral | Votos populares     |
| ---------- | ---------------------------------- | ------------------------------- | ----------------------------- | ------------------- |
|            | Richard Nixon/Spiro Agnew          | Partido Republicano             | 520                           | 47.168.710 (60,67%) |
|            | George McGovern/Sargent Shriver    | Partido Demócrata               | 17                            | 29.173.222 (37,52%) |
|            | John G. Hospers/Theodora Nathan    | Partido Libertario              | 1                             | 3.674 (0,0%)        |
|            | John G. Schmitz/Thomas J. Anderson | Partido Independiente Americano | 0                             | 1.100.868 (1,42%)   |
|            | otros                              | otros                           | 0                             | 297.553 (0,38%)     |